# Дарио Моло
Дарио Моло (на италиански: Dario Mollo) е италиански китарист и продуцент на звукозаписи, може би най-известен с трите албума „Cage“, които записа с бившия певец на Блек Сабат Тони Мартин и работата си с бившия певец и басист на Дийп Пърпъл Глен Хюз (като Вуду Хил).

## Биография
Първата група на Дарио Моло е Crossbones, към която той се присъединява през 1981 г. и намира в известна степен успех в родната си Италия. През 1986 г. Моло се запознава с английския продуцент Кит Уулвен, който продуцира първия си албум през 1989 г., последвано от турне из Европа.  След като напуска Кросбоунс, за да се занимава с други проекти, Моло отваря собствено звукозаписно студио (Damage, Inc) във Вентимиля, Италия, където работи с множество артисти като продуцент и инженер, включително Алдо Джунтини и Лакуна Койл.
През това време Дарио Моло продължава да пише и записва своя собствена музика и след като е представен на Тони Мартин през 1998 г., издава The Cage с него през 1999 г.Добре приети от критиците и публиката, Моло и Мартин издават два последващи албума: The Cage 2 през 2002 г. и The Third Cage през 2012 г.Между работата с Мартин, Дарио Моло издава и два албума с Глен Хюз под името Voodoo Hill: техният едноименен дебют през 2000 г. и Wild Seed of Mother през 2004 г.
Към 2012 г. Моло участва в групата на Тони Мартин на живо Headless Cross. Новият състав на Headless Cross изиграва първото си шоу на 27 юли 2012 г. в нощен клуб „The Asylum“ в Бирмингам. Комплектът включва материали от албумите на двата „Cage“ заедно. 

## Дидскография

### С Кросбоунс
- Demo – 1984
- Crossbones – 1989
- Rock the cradle – 2016

### С Тони Мартин
- The Cage – 1999
- The Cage 2 – 2002
- The Third Cage – 2012

### С Вуду Хил (с Глен Хюз)
- Voodoo Hill – 2000
- Wild Seed of Mother Earth – 2004
- Waterfall – 2015

### С ЕЗоо (с Грахам Бонет)
- Feeding the Beast – 2017

### Гостуващ музикант[5]
- Sharon – Skintight – 1990
- Wine Spirit – Bombs Away – 2001
- Night Cloud – Defeated by the Innocents – 2004
- Wicked Machine – Wicked Machine – 2011
- Alcatrazz – Born Innocent – 2020